# دافور شوكر

تم اختيار سوكر كأفضل لاعب في تاريخ كرواتيا(حفل تأسيس UEFAالـ50)

دافور سوكر (بالكرواتية: Davor Šuker)‏ (1 يناير 1968 م) لاعب كرواتي، ولد في كرواتيا لعائلة رياضية وبدأ اللعب في نادي أوسيك أف سي في عام 1983 وبرز نجمه في بطولة كأس العالم للشباب 1987 التي أقيمت في تشيلي حيث فاز مع منتخب بلاده «يوغسلافيا» بتلك البطولة وكان قد حصل على على الحذاء الفضي فيها برصيد ستة أهداف خلف الألماني فيتشيك، توج هدافاً لكأس العالم سنة 1998 بإحرازة ستة أهداف ليتفوق على رونالدو وغابرييل باتيستوتا ويورغن كلينسمان وليساعد منتخبه بالفوز بالميدالية البرونزية في كأس العالم بعد تغلبهم على هولندا بهدفين لهدف.

## المسيرة الكروية
ولفت إليه انظار النادي الكرواتي العريق دينامو زغرب وأتم صفقة انتقاله في عام 1989 ولعب مباراته الدولية الأولى مع منتخب كرواتيا عام 1991 ضد منتخب رومانيا وعندما بدأت الحرب في كرواتيا توقفت كل انشطة الرياضية، فانتقل إلى نادي إشبيلية الإسباني وتألق معه تألقا كبيرا مما جعل الجماهير تطلق عليه لقب «سوكرمان» وجعلت كذلك عيون نادي ريال مدريد تراقبه عن كثب حتى وقع عقدا معهم في عام 1996.
على المستوى الدولي برز نجم دافور سوكر عندما توج هدافاً لتصفيات كأس أمم أوروبا 96 بتسجيله 12 هدفاً، وكانت مباراة إيطاليا وكرواتيا في باليرمو هي مباراته الأشهر حيث تمكن من تسجيل هدفين في في مرمى الفريق الإيطالي العريق ليحقق الفوز 2-1 للفريق الكرواتي المغمور الخارج من الحرب على الأرض الإيطالية.
وتابع تالقه في كأس أمم أوروبا 96 وليؤهل منتخبه للدور الثاني ليخرج على يد الألمان 2-1 وسجل سوكر في تلك البطولة 3 أهداف 2 منها في مرمى البطل السابق الدنمارك ولا زال هدفه في مرمى العملاق بيتر شمايكل يدرس للأجيال الجديدة لتعليمهم فنون كرة القدم الحقيقية.
بعد ذلك بعامين ساهم سوكر في فوز فريق ريال مدريد بكأس ابطال الدوري الأوروبي قبل موعد كأس العالم 1998 بحوالي الشهر.
بعد خلافات مع جون توشاك في ناديه ريال مدريد انتقل سوكر إلى إنجلترا ليلعب في آرسنال تحت قيادة المدرب أرسين فينغر والذي وصل معه إلى نهائي كأس الاتحاد الأوروبي ليخسر بضربات الجزاء مع غلطة سراي التركي.
في موسم 2000-2001 انتقل سوكر إلى نادي ويست هام والتي لم تكن تجربه ناجحة فانتقل في موسم 2001-2002 إلى نادي ميونخ 1860 ليبقى في صفوفه لموسمين متتالين لعب خلالهما 25 مباراة وسجل 5 أهداف.
في سنة 2004 أعلن سوكر اعتزاله اللعب ليبدأ ببناء مدرسة لتعليم كرة القدم اسماها سوكر أكاديمي.

## الألقاب والإنجازات
- الحذاء الفضي(كأس العالم للشباب) تشيلي 1987
- بطولة كأس العالم للشباب تشيلي 1987
- هداف الدوري اليوغسلافي 1988/1989
- الدوري الأسباني 1996/1997 مع ريال مدريد
- هداف تصفيات كأس أمم أوروبا 1996
- كأس السوبر الإسبانية 1997 مع ريال مدريد
- بطولة ابطال الدوري الأوروبي 1998 مع ريال مدريد
- كاس القارات (انتركونتينتال) 1998 مع ريال مدريد
- المركز الثالث في كأس العالم 1998
- هداف كأس العالم 1998
- ثاني أفضل لاعب في أوروبا (فرانس فوتبول) 1998
- ثالث أفضل لاعب في العالم (الفيفا) 1998
- الحذاء الذهبي (أديداس) 1998
- الميدالية الفضية في كأس الاتحاد الأوروبي مع الآرسنال 2000
- أفضل لاعب في كرواتيا أعوام 1992 و1994 و1995 و1996 و1997 و1998
- تم اختياره كواحد من أفضل 100 لاعب في القرن العشرين (مجلة وورد سوكر).

### المباريات الدولية
- عدد المباريات الدولية 71
- عدد الأهداف المسجلة 46
- عدد المباريات مع منتخب الشباب (يوغسلافيا)25
- عدد الأهداف المسجلة 15

## روابط خارجية
- دافور شوكر على موقع الاتحاد الدولي (مؤرشف)  (الإنجليزية)
- دافور شوكر على موقع الاتحاد الأوربي (الإنجليزية)
- دافور شوكر على موقع اتحاد كرواتيا (الكرواتية)
- دافور شوكر على موقع قاعدة بيانات كرة القدم.إي يو (الإنجليزية)
- دافور شوكر على موقع بيانات كرة القدم. دي إي (الألمانية)
- دافور شوكر على موقع ليكيب (الفرنسية)
- دافور شوكر على موقع ناشيونال فوتبول تيمز (الإنجليزية)
- دافور شوكر على موقع Soccerbase.com (لاعب) (الإنجليزية)
- دافور شوكر على موقع Soccerway.com (الإنجليزية)
- دافور شوكر على موقع عالم كرة القدم.نت (الإنجليزية)